# دبيق منجلي
الدبيق المنجلي (باللاتينية: Bupleurum falcatum) نوع نباتي ينتمي إلى جنس الدبيق من الفصيلة الخيمية.

## الموئل والانتشار
موطن هذا النوع سيناء والقوقاز ومعظم مناطق أوروبا.